# آبک زیری حاجی علی
آبک زیری حاجی علی روستایی در دهستان لادیز بخش لادیز شهرستان میرجاوه استان سیستان و بلوچستان ایران است.

## جمعیت
بر پایه سرشماری عمومی نفوس و مسکن در سال ۱۳۹۵ جمعیت این مکان ۱۸۶ نفر (۴۸خانوار) بوده‌است.